# Michel Baumann
 (mars 2014).
Si vous disposez d'ouvrages ou d'articles de référence ou si vous connaissez des sites web de qualité traitant du thème abordé ici, merci de compléter l'article en donnant les références utiles à sa vérifiabilité et en les liant à la section « Notes et références ».
Michel Baumann, né le 26 février 1946 à Boncourt dans le canton du Jura est un acteur français de théâtre, de cinéma et de télévision.

## Biographie
Il a été élève au Conservatoire de Paris de 1969 à 1972, puis acteur et metteur en scène de théâtre. Bauman a joué son premier rôle à la télévision - Virieu - en 1973 dans Julie Charles de Jean Kerchbron. Ses débuts au cinéma se font dans Le Petit Marcel de Jacques Fansten en 1976 aux côtés de Jacques Spiesser et Isabelle Huppert. Dans les années 1980 Michel Baumann a joué dans quelques feuilletons comme Dorothée danseuse de corde et Paris-Saint-Lazare. Son rôle le plus important reste celui d'Alexandre Corréard, le "maître d'équipage" dans Le Radeau de la Méduse qu'il tourne sous la direction d'Iradj Azimi entre 1987 et 1990. Il s'embarque avec plusieurs vedettes - Jean Yanne, Daniel Mesguich, Claude Jade et Rufus - sur la frégate du film.

## Filmographie
- 1974 : Julie Charles de Jean Kerchbron
- 1976 : Le Petit Marcel
- 1982 : Paris-Saint-Lazare
- 1983 : Dorothée danseuse de corde
- 1984 : Les Enquêtes du commissaire Maigret, épisode La Patience de Maigret d'Alain Boudet
- 1985 : Marie Ward - Zwischen Galgen und Glorie d'Angelika Weber
- 1986 : États d'âme de Jacques Fansten
- 1989 : L'Invité surprise de Georges Lautner
- 1989 : V comme vengeance - épisode L'étrange histoire d'Émilie Albert de Claude Boissol
- 1990 : Le cri du lézard de Jean Teubet
- 1990 : Marie Pervenche - épisode L'amnésique est bon enfant
- 1998 : Le Radeau de la Méduse d'Iradj Azimi
- 2003 : P.J. - épisode Forcené
- 2008 : Monsieur frère du roi de Jean-Louis Remilleux
- 2009 : Histoire de voir de Christophe Gérard

## Théâtre
- 1972 : Le roi se meurt
- 1974 : Junon et le Paon
- 1976 : Chant profond de la Grèce
- 1998 : Le Cid[2]
- 2005 : Le Barbier de Séville
- 2006 : Terre océane, de Daniel Danis[3]
- 2011 : La Cagnotte